# ستانلي كمال
ستانلي كمال (بالإنجليزية: Stanley Kamel)‏ هو ممثل أمريكي، ولد في 1943 في الولايات المتحدة، وتوفي في 8 أبريل 2008 بلوس أنجلوس في الولايات المتحدة بسبب نوبة قلبية.

## أعمال

### أفلام
- (2005) دومينو[5]

### مسلسلات
- الرجل الأخضر الخارق
- المربية
- بيفرلي هيلز 90210
- موردر
- مونك

## وصلات خارجية
- ستانلي كمال على موقع IMDb (الإنجليزية)
- ستانلي كمال على موقع ألو سيني (الفرنسية)
- ستانلي كمال على موقع أول موفي (الإنجليزية)
- ستانلي كمال على موقع قاعدة بيانات الأفلام السويدية (السويدية)
- ستانلي كمال على موقع إن إن دي بي (الإنجليزية)
- ستانلي كمال على موقع قاعدة بيانات الفيلم (الإنجليزية)
- ستانلي كمال على موقع كينوبويسك (الروسية)